# ルキウス・プラウティウス・ウェンノ (紀元前318年の執政官)
 ルキウス・プラウティウス・ウェンノ（ラテン語: Lucius Plautius Venno、生没年不詳）は紀元前4世紀の共和政ローマの政治家・軍人。紀元前318年に執政官（コンスル）を務めた。

## 出自
プレブス（平民）であるプラウティウス氏族の出身。父も祖父もプラエノーメン（第一名、個人名）はルキウスである。紀元前330年の執政官ルキウス・プラウティウス・ウェンノは父と思われる。

## 経歴
紀元前322年、ウェンノは法務官（プラエトル）に就任している。紀元前318年には執政官に就任。同僚執政官はマルクス・フォスリウス・フラッキナトルであった。この年、両執政官はアプリアのテアノ（現在のテアーノ）とカヌシオ（現在のカノーザ・ディ・プーリア）の領土で略奪を行い、両都市を降伏させることに成功している。

## 参考資料
- ティトゥス・リウィウス『ローマ建国史』
- T. Robert S., Broughton (1951). The Magistrates of the Roman Republic . Volume I, 509 BC - 100 BC (in English). I, number XV. New York: The American Philological Association. 5 page